# Deja Q
„Deja Q” (titlu original: „Déjà Q”) este al 13-lea episod din al treilea sezon al serialului TV american științifico-fantastic Star Trek: Generația următoare și al 61-lea episod în total. A avut premiera la 5 februarie  1990.
Episodul a fost regizat de Les Landau după un scenariu de Richard Danus. Este al patrulea episod TNG în care apare personajul Q, după episoadele „Întâlnire pe stația Farpoint”, „De-a v-ați ascunselea” și  „Cine este Q?”.

## Prezentare
Continuumul Q îi ia puterile lui Q și îl abandonează la bordul navei Enterprise spre neplăcerea căpitanului Picard.

## Rezumat
Nava stelară a Federației Enterprise ajunge pe planeta Bre'el IV, a cărei lună coboară de pe orbită și amenință să se prăbușească în lumea foarte populată de dedesubt. În timp ce echipajul se străduiește să găsească o soluție, Q apare deodată gol pe punte. El explică că a venit pe Enterprise căutând azil, deoarece a fost deposedat de puterile sale și alungat din dimensiunea sa de acasă, Continuumul Q, ca pedeapsă pentru necazurile sale haotice. Căpitanul Picard este sceptic cu privire la povestea lui Q, dar fără tragere de inimă îi oferă adăpost.
Picard îl îndeamnă pe Q să-și folosească puterile pentru a pune luna pe orbita ei potrivită. Q insistă că este neputincios, dar își oferă vastul său intelect și toată experiență pentru a ajuta echipajul. Picard este de acord și îl pune pe Lt. Comandant Data să-l monitorizeze. În sala motoarelor, Q sugerează modificarea constantei gravitaționale a universului, inspirându-l pe inginerul șef La Forge să încerce un efect similar, învelind luna într-un câmp warp la nivel scăzut, permițând navei să o tragă înapoi în loc.
Între timp, Q se luptă să se adapteze la noua sa umanitate, trecând prin oboseală, foame și alte condiții umane. Data îi spune lui Q că, în calitate de android, el aspiră să aibă experiențele umane pe care Q le disprețuiește acum. La scurt timp după aceea, Q este atacat de Calamarain, o specie extraterestră gazoasă pe care a chinuit-o cândva. Picard deduce că Q și-a căutat refugiu pe Enterprise pentru a se proteja de nenumăratele creaturi pe care le-a maltratat. Când scuturile sunt coborâte pentru un test al procedurii lui La Forge, Calamarain atacă din nou, iar Data este aproape electrocut, apărându-l pe Q de atacul lor. Dându-și seama că prezența lui provoacă mai mult rău decât bine, Q fură o navetă și părăsește nava, intenționând să se sacrifice pentru a-l atrage pe Calamarain.
Pe măsură ce Calamarain se apropie de navetă, o a doua ființă Q apare și îl informează pe Q că datorită actului său altruist, Continuumul Q este dispus să-i restabilească puterile. Q acceptă și supune Calamarainul, dar îi eliberează după ce i se reamintește să reflecteze asupra lecțiilor pe care le-a învățat. Apoi se întoarce pe Enterprise pentru a-i oferi lui Data un cadou de despărțire: câteva momente de râs.
Aflând că luna planetei Bre'el a fost readusă în siguranță pe orbita sa inițială, Picard presupune că Q a fost responsabil și se gândește că ființa atotputernică ar putea avea, până la urmă, o urmă de umanitate. Cu toate acestea, vocea lui Q îi amintește: „Nu pariați pe asta”.

## Actori ocazionali
- John de Lancie - Q
- Corbin Bernsen - alt Q (nemenționat)
- Whoopi Goldberg - Guinan
- Richard Cansino - Garin
- Betty Muramoto - Bre'el IV scientist
- Majel Barrett - Computer Voice